# Zorki

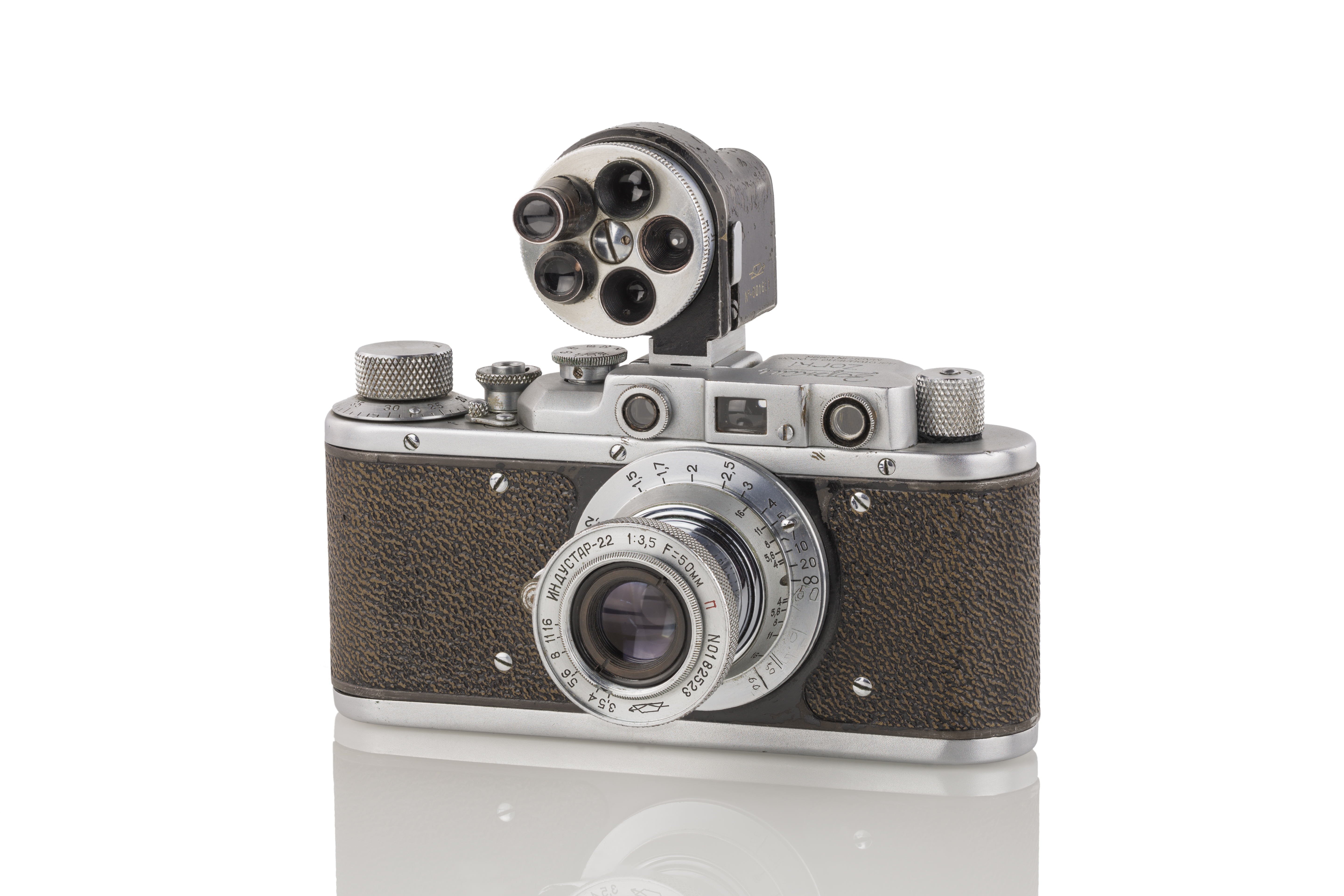
Zorki 1D, 1955

Zorki est une ligne d’appareils photo télémétriques de petit format fabriqués en URSS entre 1948 et 1978. Ces appareils étaient à l'origine des copies d'appareils Leica à vis, puis s'éloignèrent peu à peu de leurs modèles par l'ajout de diverses améliorations, leur donnant une personnalité propre. La gamme des Zorki est équipée de la monture M39 ou « Leica vissé » autorisant l'utilisation de nombreux objectifs.
Les Zorki étaient produits à Krasnogorsk par les usines KMZ (Krasnogorski mekhanitcheski zavod). Les premiers modèles furent des copies bon marché du Leica II, les derniers devenant plus originaux.
La particularité de la plupart des boitiers Zorki est que la sélection de la vitesse d'obturation doit être impérativement réalisée après que l'obturateur soit armé, l'inverse endommageant le mécanisme interne de l'appareil, ce qui est particulièrement vrai sur les Zorki 3, Zorki 4 et Zorki 4K. Seuls les modèles Zorki 5 et 6 ne possèdent pas cette particularité, le sélecteur de vitesse pouvant être indifféremment actionné avant ou après avoir armé l'obturateur. De plus, sur la plupart des modèles, il convient de ne pas faire tourner le sélecteur de vitesse d'obturation entre les valeurs 30" et 1".
En dépit de ces spécificités, les appareils de la marque Zorki sont très robustes et faciles à réparer ou à dépanner.

## Liste des modèles

### Zorki/Zorki2

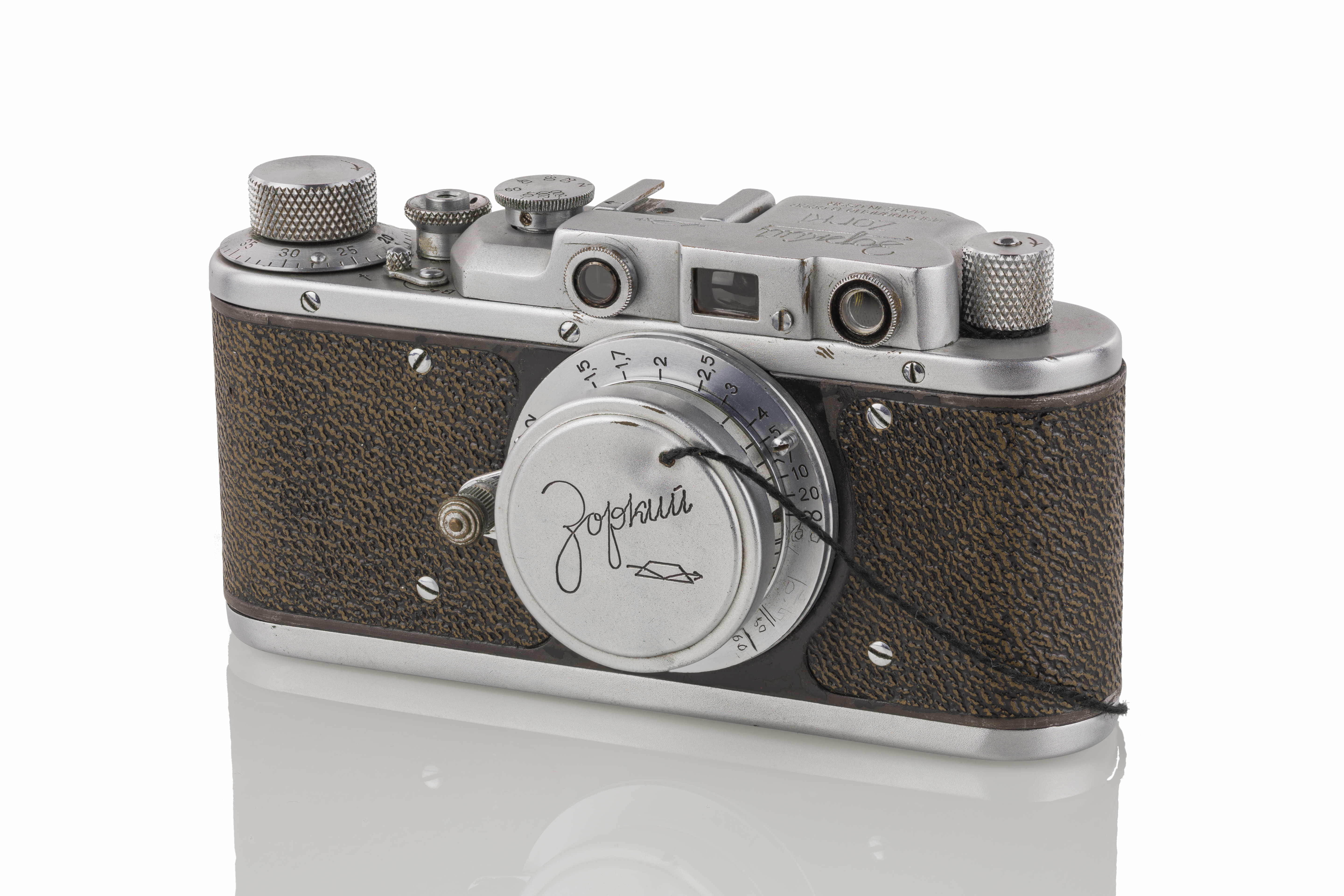
Un modèle Zorki 1 d.

Le premier appareil de la marque (parfois appelé Zorki1) est sorti en 1948. Il est une copie quasiment exacte du Leica II de 1932. L'objectif de base vendu avec le boitier est un Industar-22 pliable de focale 50 mm et d'ouverture maximale f/3.5 sur une monture de type M39. Les vitesses d'obturation vont de 1/20e de seconde à 1/500e de seconde. Plusieurs versions sont apparues par la suite, du modèle « 1a » au « 1e » avec une modification au niveau de la vitesse de l'obturateur, d'abord Z-20-500, puis B-25-500.
Le modèle Zorki 2, produit entre 1954 et 1956 à 10 000 exemplaires, diffère du Zorki 1 par l'ajout d'oreilles pour la courroie de transport du boitier, ce modèle étant presque aussi recherché que le Leica III f avec retardateur.

### Zorki 3

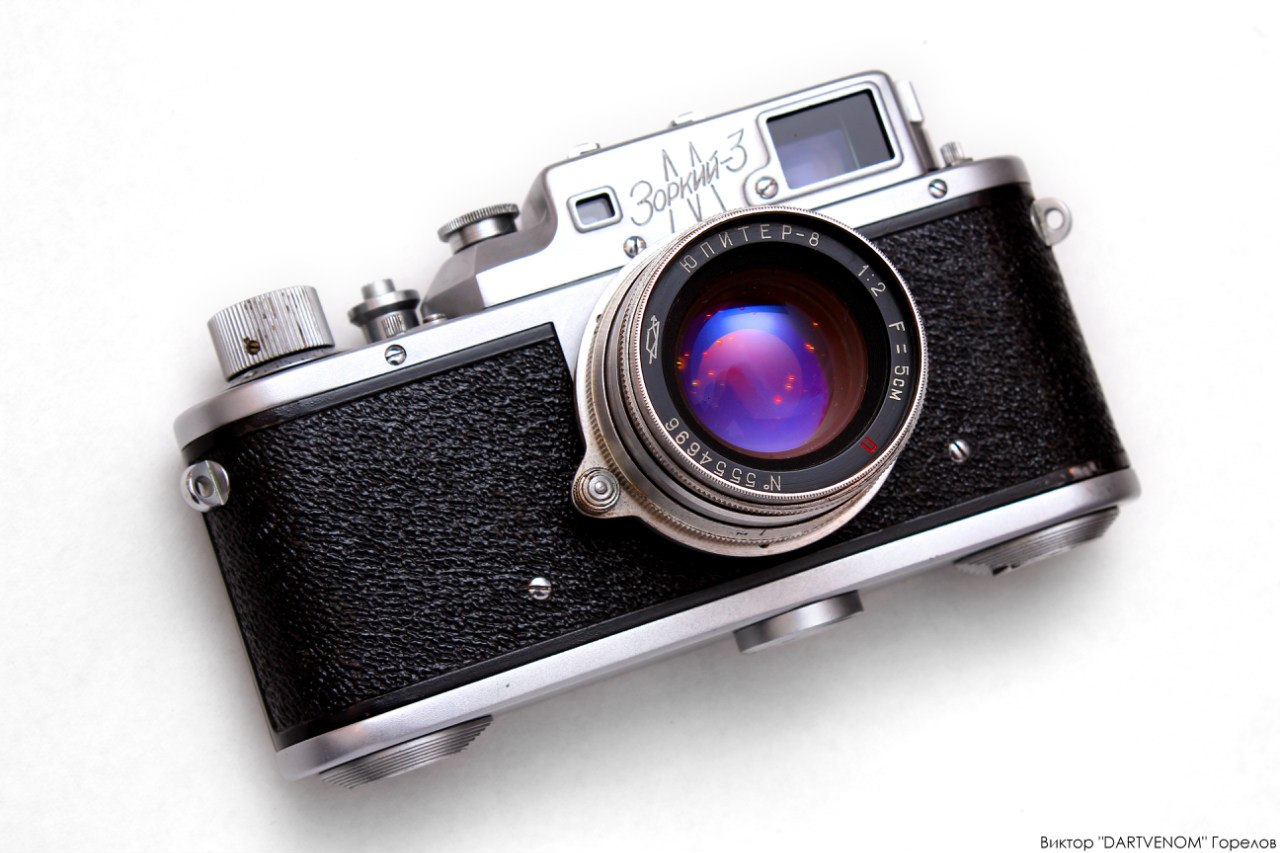
Un modèle Zorki 3c de 1955 muni d'un objectif Jupiter-8 50mm, f/2.

Le Zorki 3, produit entre 1951 et 1956 à 87 569 unités, peut être considéré comme une sorte d'évolution du Leica IIIc, avec un viseur télémètre 1:1. Il s'agit du premier appareil a combiner le télémètre et le viseur dans le même oculaire, facilitant la visée. Il est de plus pourvu d'un réglage dioptrique permettant de regarder dans le viseur même en portant des lunettes. Les vitesses d'obturation sont de 1/25e, 1/50e, 1/100e, 1/250e, 1/500e et 1/1000e de seconde plus une pose bulb (B). L'appareil est muni d'un objectif Jupiter-8 de focale 50 mm ayant une ouverture maximale de f/2. Il s'agit d'un appareil difficile à se procurer.

### Zorki 4

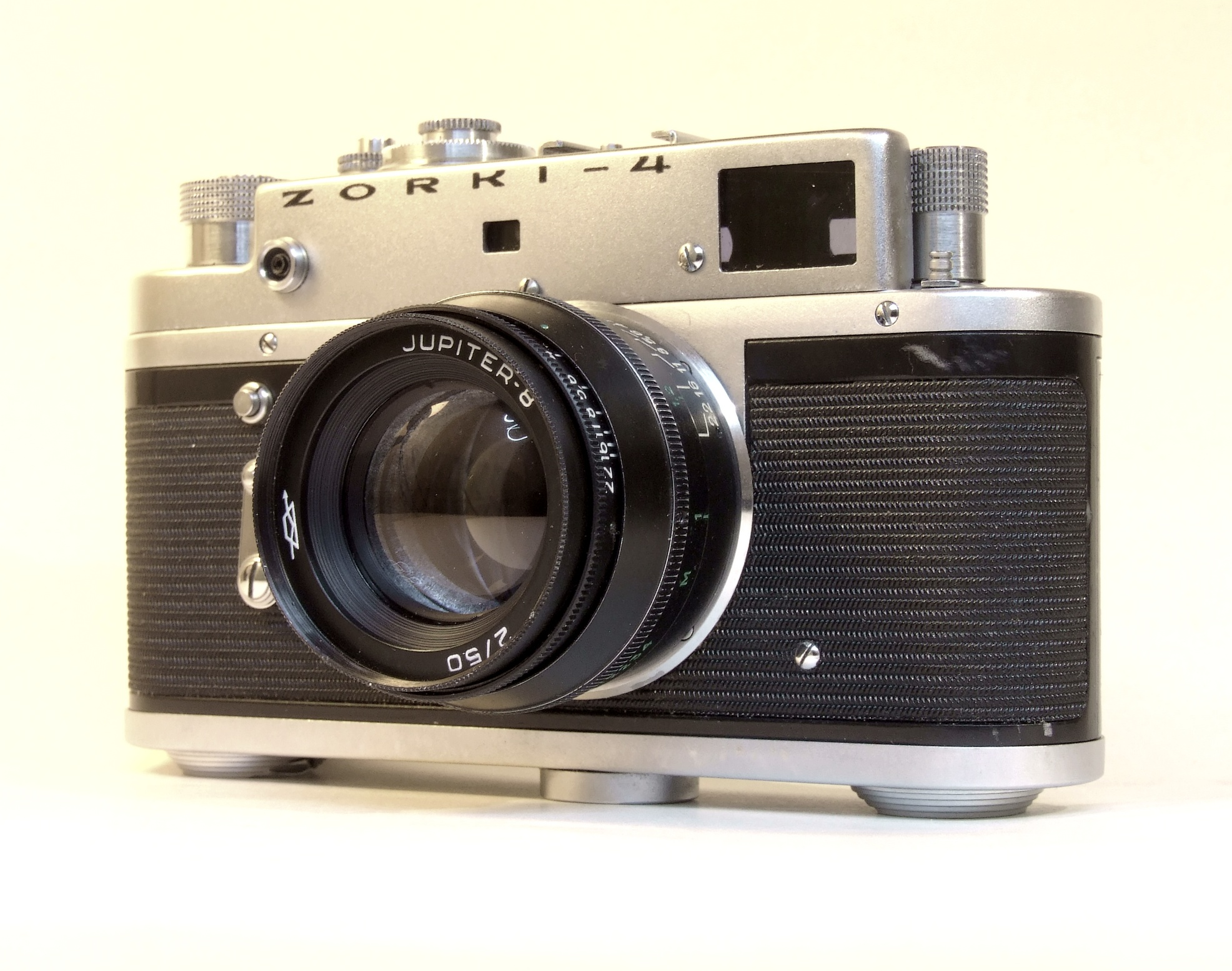
Un Zorki 4 muni d'un objectif Jupiter-8 50mm f/2.

Fabriqué de 1956 à 1973 à 1 715 677 exemplaires, le Zorki 4 possède une monture de type M39 et est équipé d'un télémètre couplé. C'est le premier modèle Zorki à être exporté dans le monde occidental et au-delà, de fait, il existe des versions avec dénomination en alphabet cyrillique et d'autres, voués à l'exportation, en alphabet latin. Les premiers modèles produits possèdent le modèle engravé dans le métal du boitier, mais, rapidement, KMZ a identifié le modèle avec de la peinture. Les vitesses d'obturation sont de 1/30e, 1/60e, 1/125e, 1/250e, 1/500e et 1/1000e de seconde plus une pose bulb (B). Le Zorki 4 possède de base l'objectif classique Jupiter-8 de focale 50 mm et d'ouverture maximale f/2. 

### Zorki 5/6

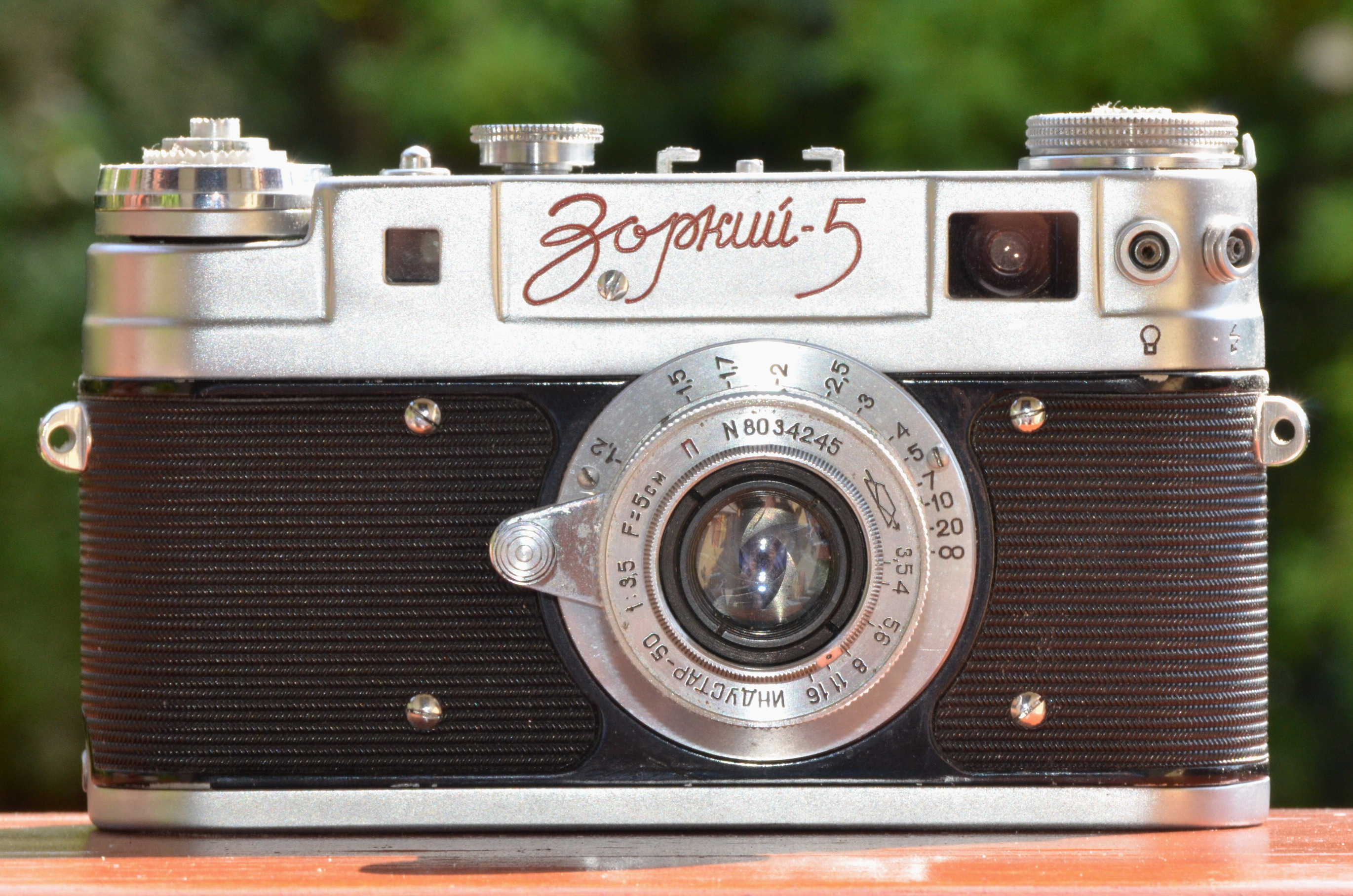
Le modèle Zorki 5 muni d'un objectif Industar-50, 50 mm, f/3.5.

Le modèle Zorki 5, produit de 1958 à 1959 à 236 502 exemplaires, existe en deux versions. Une première version avec un viseur télémétrique de forme carrée et l'objectif repliable Industar-50 de 50 mm de focale ou un objectif fixe et une deuxième version, très similaire au modèle Zorki 6 avec un viseur télémétrique rond et un objectif Industar-50. Il existe également une version avec la dénomination du modèle peinte en noir, en alphabet cyrillique. Les vitesses d'obturation sont de 1/25e, 1/50e, 1/100e, 1/250e et 1/500e de seconde plus une pose bulb (B).

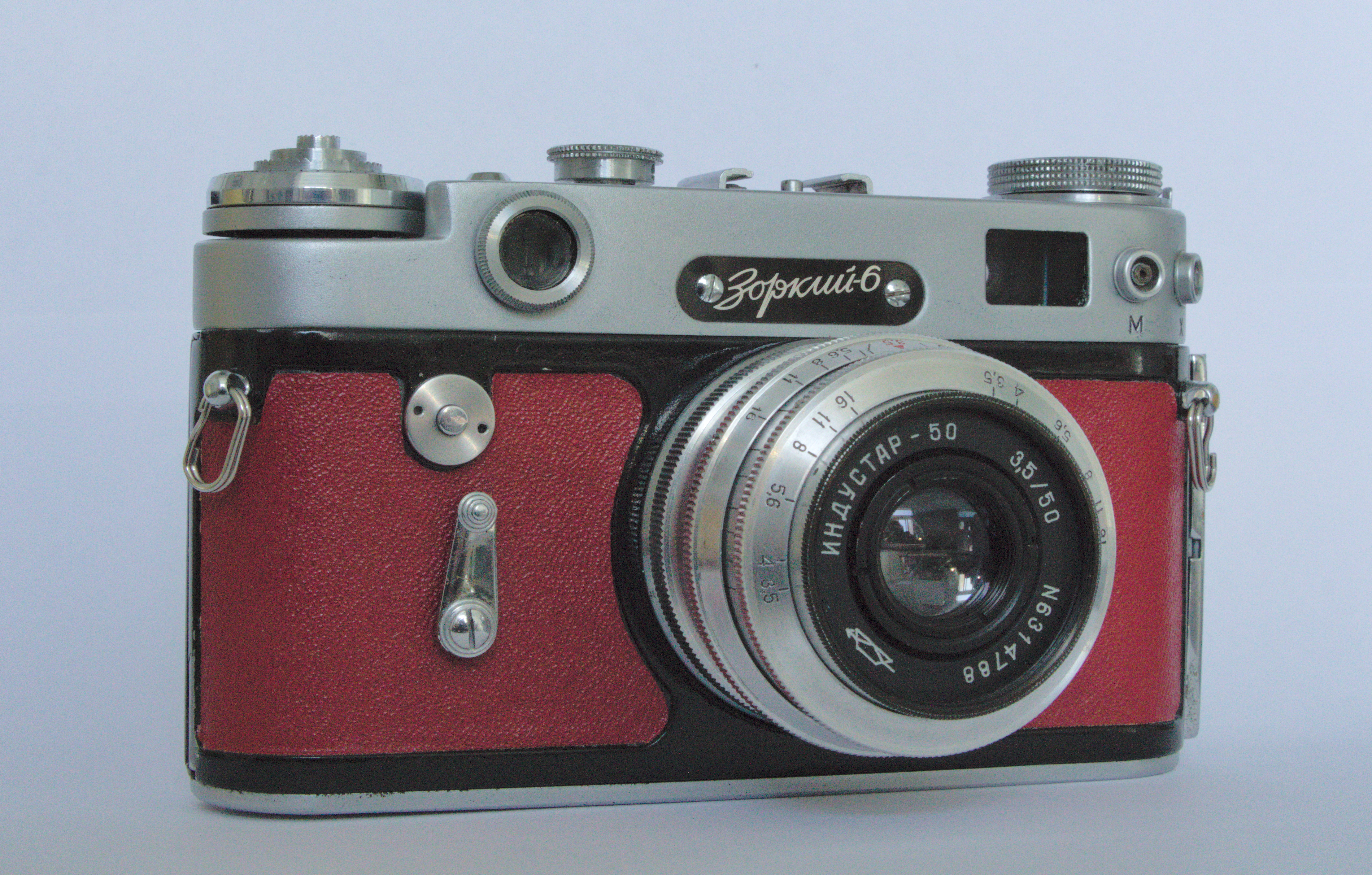
Face avant d'un Zorki 6 équipé d'un objectif Industar 50.

 Le modèle Zorki 6, produit entre 1958 et 1966 à 385 207 unités, est identique au Zorki 5, mais avec un retardateur de prise de vue sur la face avant du boitier, un levier d'armement et une charnière sur la face arrière afin de faciliter le chargement de la pellicule. En outre, contrairement aux autres modèles, il n'est pas nécessaire d'armer l'obturateur avant d'actionner le sélecteur de vitesse d'obturation. Les vitesses d'obturation sont 1/30e, 1/60e, 1/125e, 1/250e et 1/500e de seconde plus la pose bulb (B).

### Zorki 10/11/12

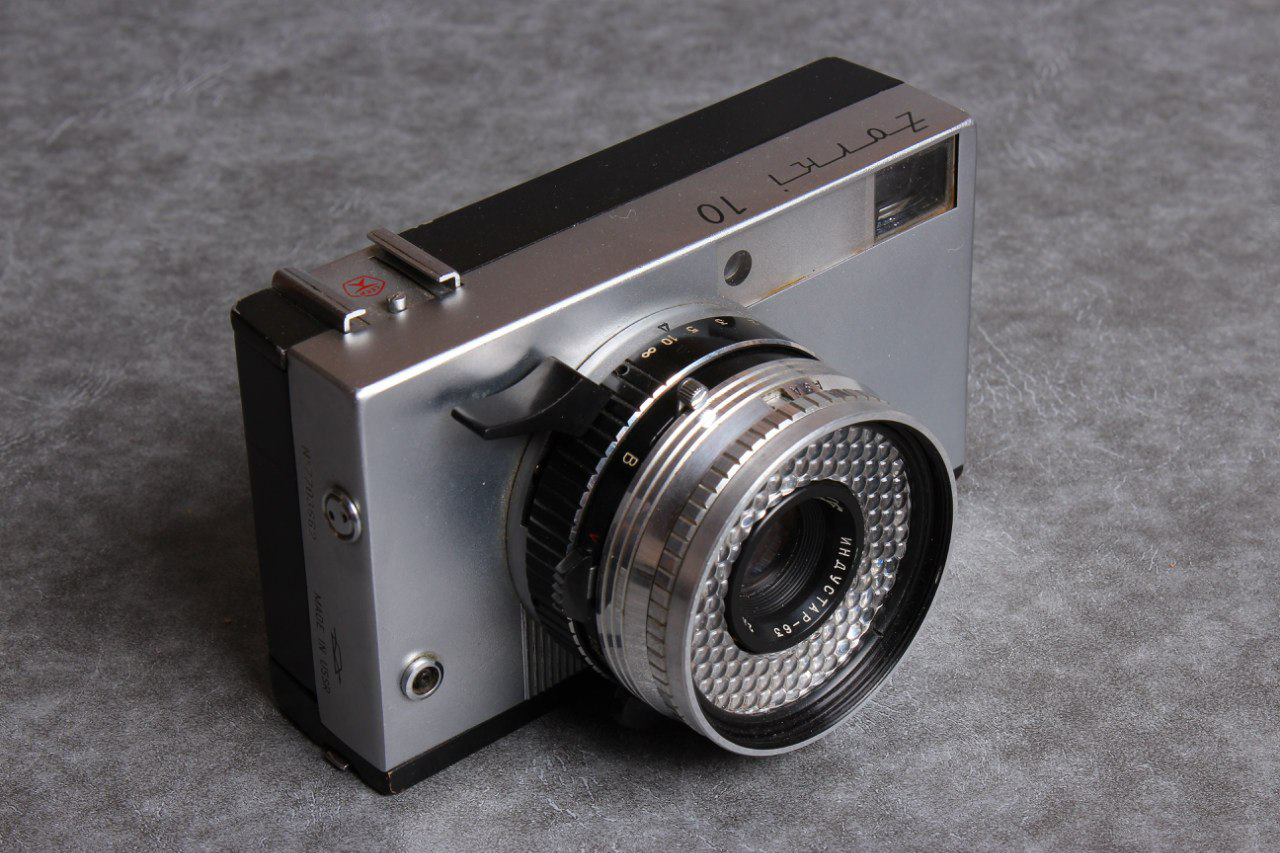
Le modèle Zorki 10.

Le modèle Zorki 10 (Revue 10) a été produit entre 1964 et 1977 à 332 144 exemplaires et en cinq types et quatre sous-types. Il s'agit d'un appareil de format 35 mm permettant une prise de vue entièrement automatique. L'objectif, un Industar-63, n'est pas interchangeable. Il possède une focale de 45 mm une ouverture maximale de f/2.8. Les vitesses d'obturation sont de 1/30e et 1/500e de seconde plus une pose bulb (B). Il est possible d'installer des filtres sur l'objectif en pas de M52x0.75.
Le modèle Zorki 11 (Zenith Junior) a été produit entre 1964 et 1968 a 60 745 exemplaires et il diffère légèrement du Zorki 10 son absence d'un mécanisme télémétrique couplé, mais avec des symboles de distance visibles dans le viseur. 
Le Zorki 12 a été produit a seulement 7 200 entre 1967 et 1968 ce qui en fait un boitier très difficile à trouver. Il possède un objectif Helios-98 de 28 mm avec une ouverture maximale de f/2.8 et une distance minimale de mise au point de 80 cm. Il existe quatre types du Zorki 12.

### Zorki 4K

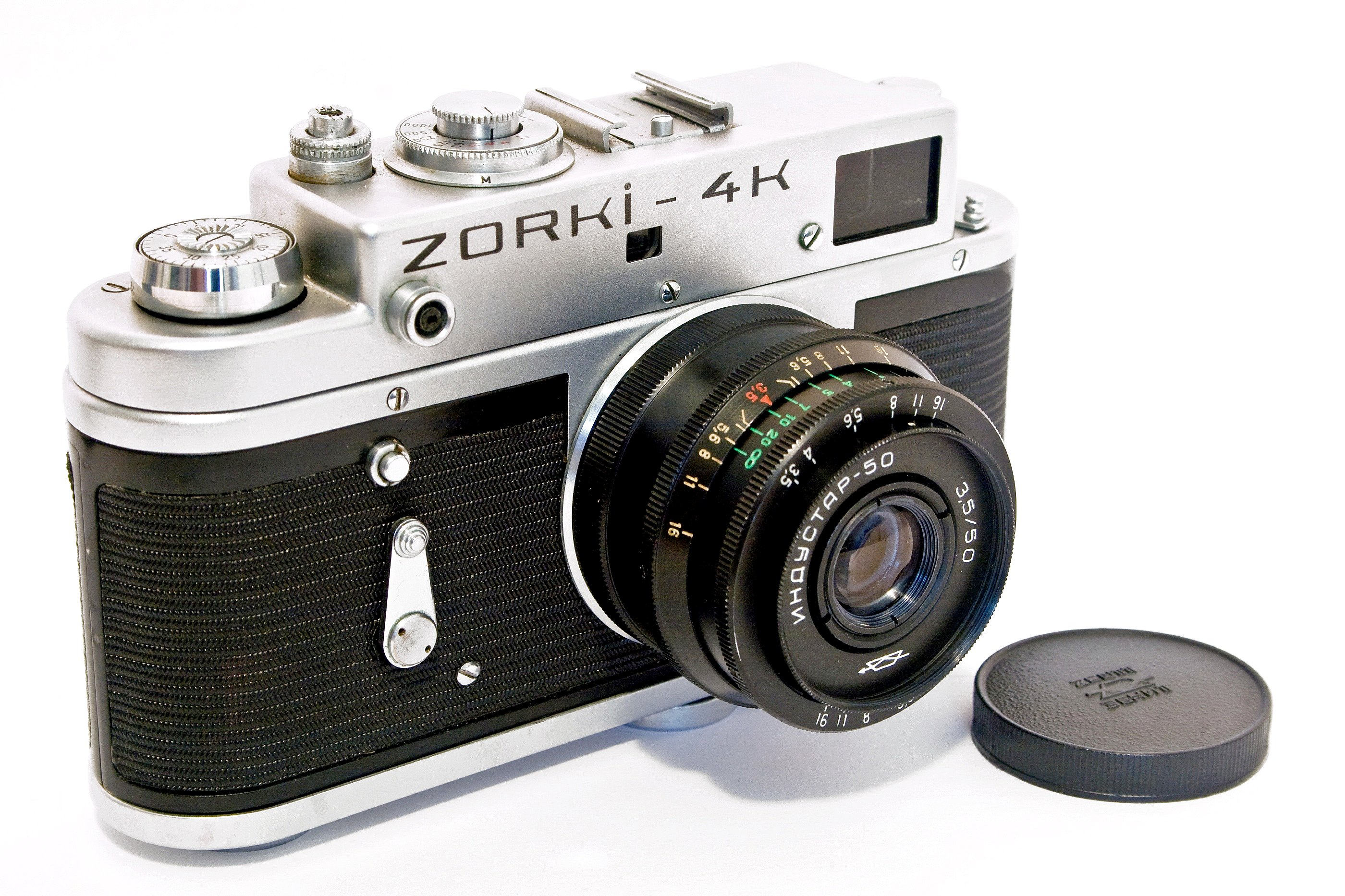
Le modèle Zorki 4K muni d'un objectif Industar-50, 50 mm, f/3.5.

Le Zorki 4K est l'amélioration du Zorki 4. 524 610 exemplaires ont été produits entre 1972 et 1978 sous quatre types. Contrairement à ce que laisse penser sa dénomination, ce boitier est le dernier modèle de la série Zorki. L'appareil est équipé d'un levier facilitant le réarmement de l'obturateur mais, étonnement, il ne possède par contre pas d’œillets pour l'utilisation d'une courroie de cou, permettant son transport. De plus, il est entièrement fabriqué en métal. L'appareil était vendu avec deux objectifs : le modèle Industar de focale 50 mm avec une ouverture maximale de f/3,5 ou le modèle Jupiter-8 de focale 50 mm avec une ouverture maximale de f/2. La monture est de type M39 à vis, comme les plus vieux modèles Zorki, permettant d'utiliser des centaines d'objectifs construits avec ce pas de vis. Le boitier est équipé d'un sabot pour flash nécessitant un câble dit « PC ». Les temps d'obturation vont de 1 seconde à 1/1000 de seconde avec en plus la pose bulb (B). Surnommé parfois le « Leica III du pauvre », c'est pourtant un boitier assez recherché pour sa robustesse et sa qualité de fabrication. Le Zorki 4K nu a une masse de 519 g.

## Liste chronologique des modèles de la gamme Zorki
- Zorki (1948–1956)
- Zorki 3 (1951–1954)
- Zorki 2 (1954–1956)
- Zorki 3M (1954-1955)
- Zorki S (1955–1958)
- Zorki 2S (1955–1960)
- Zorki 3S (1955–1956)
- Zorki 4 (1956–1973)
- Zorki 35M (Prototype seulement, c.1969)
- Zorki 5 (1958–1959)
- Zorki Mir (1959–1961)
- Zorki 6 (1959–1966)
- Zorki 10 (1964)
- Zorki 11 (1964)
- Zorki 12 (1967)
- Zorki 4K (1972–1978)